# Kościół Bożego Ciała w Nieświeżu
Kościół Bożego Ciała (biał. Касьцёл Божага Цела) – zabytkowy barokowy kościół rzymskokatolicki położony w mieście Nieśwież w obwodzie mińskim, siedzibie rejonu nieświeskiego na Białorusi. Jeden z pierwszych jezuickich i barokowych kościołów w Rzeczypospolitej, wzniesiony w latach 1587–1593 jako fundacja ks. Mikołaja Krzysztofa Radziwiłła (Sierotki) według projektu architekta-zakonnika z Włoch Jana Marii Bernardoniego na wzór rzymskiego kościoła Il Gesù.
Obok kościoła znajdują się przebudowane budynki dawnego kolegium jezuitów oraz przed fasadą kościelną kaplica z 1747 roku. W podziemiach fary znajduje się sklepiona krypta, w której spoczywają zwłoki ponad 100 przedstawicieli rodu ks. Radziwiłłów, najczęściej w trumnach brzozowych zamkniętych plombami z radziwiłłowskim herbem.
Świątynia zaprojektowana na rzucie krzyża łacińskiego jako trójnawowa z emporami nad nawami bocznymi, które obecnie nie istnieją. Kościół posiada półokrągłą absydę i kopułę na skrzyżowaniu transeptu z nawą główną, w części podpiwniczony. Fasada świątyni jest wyraźnie inspirowana rozwiązaniami rzymskimi. Na terenie przykościelnym założono cmentarz i wybudowano w dwóch przeciwległych narożnikach dzwonnicę oraz prostokątną kaplicę. Założenie kościelne otoczone ogrodzeniem.

## Galeria

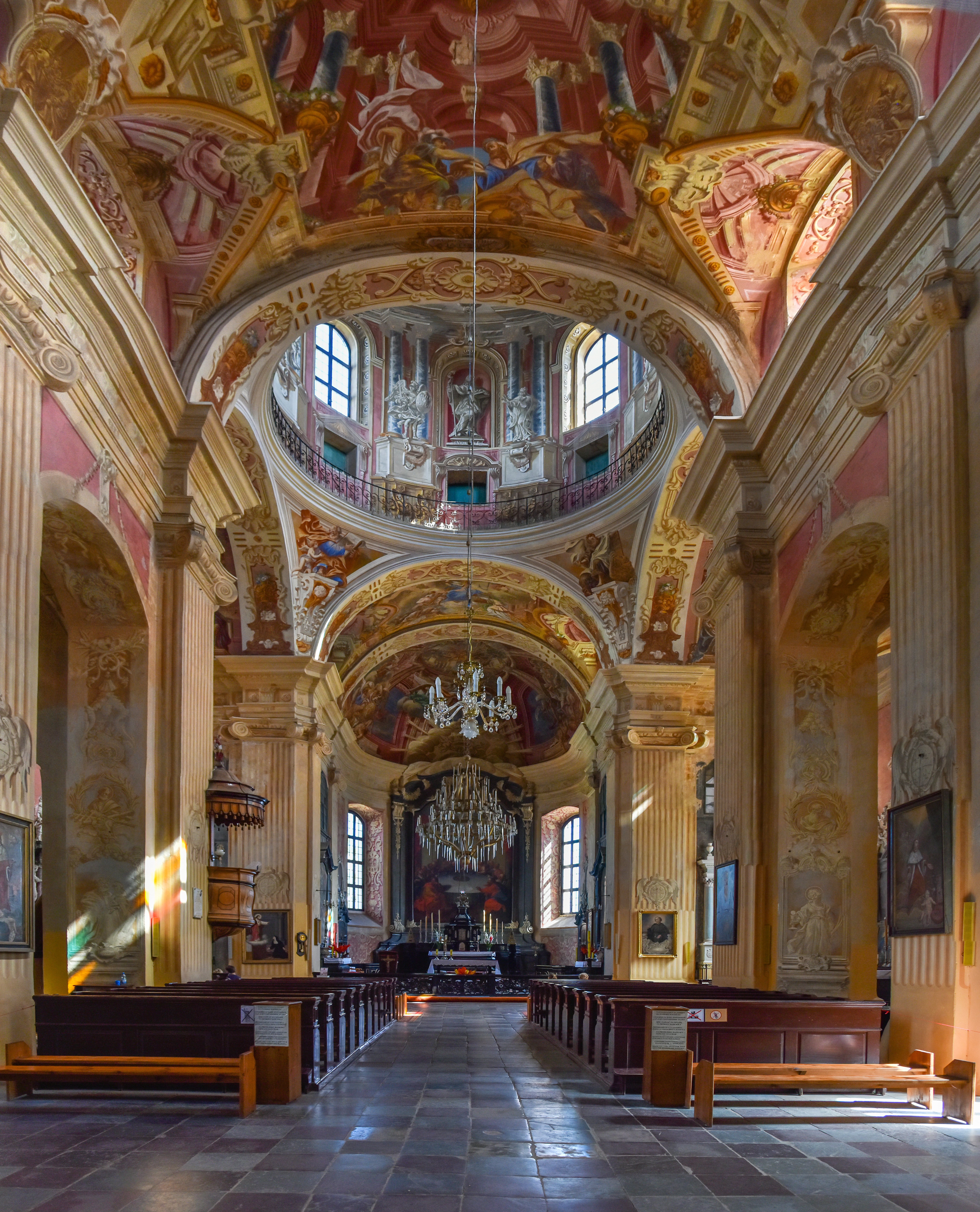
Wnętrze kościoła
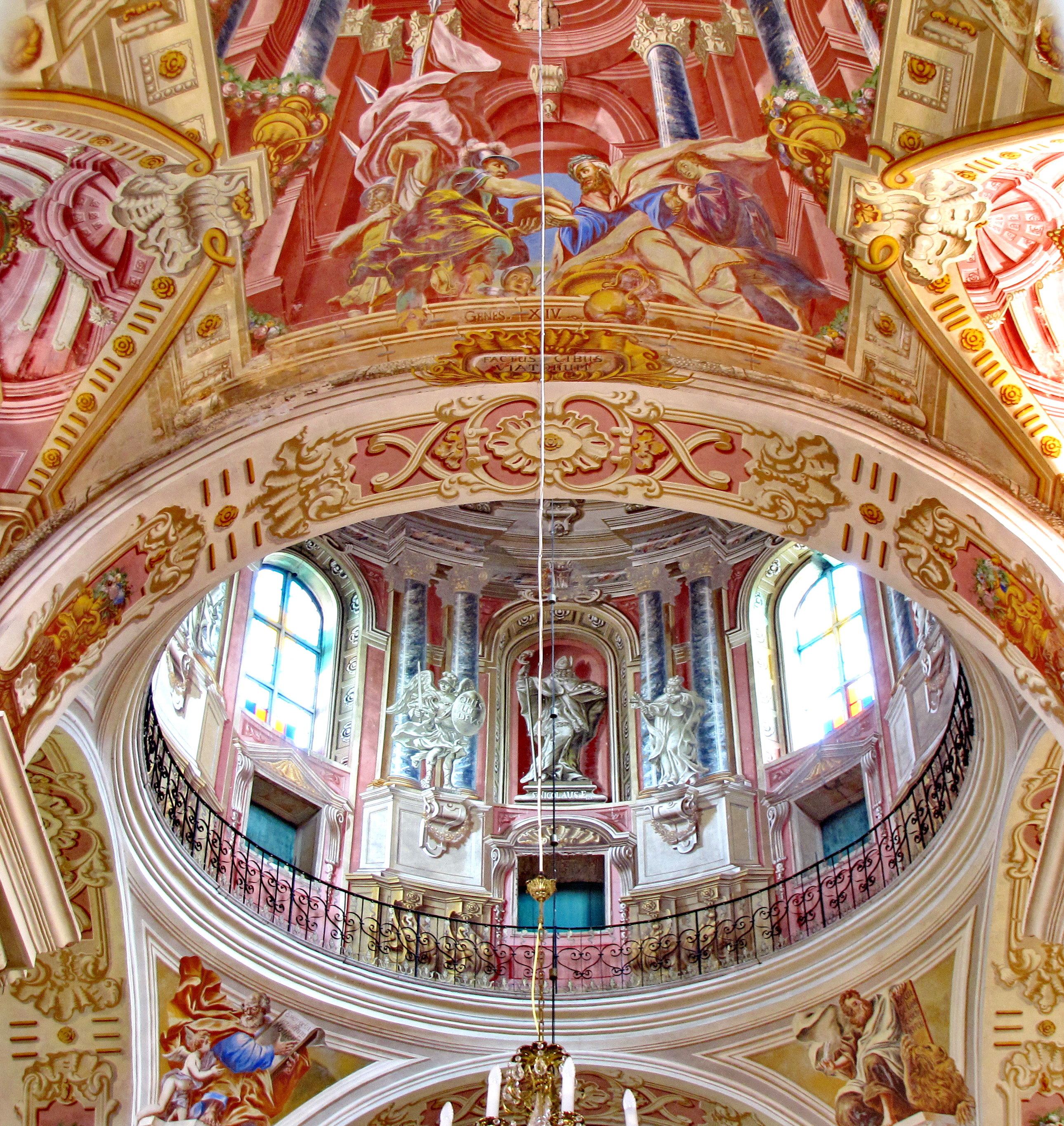
Zdobienia wewnątrz kościoła
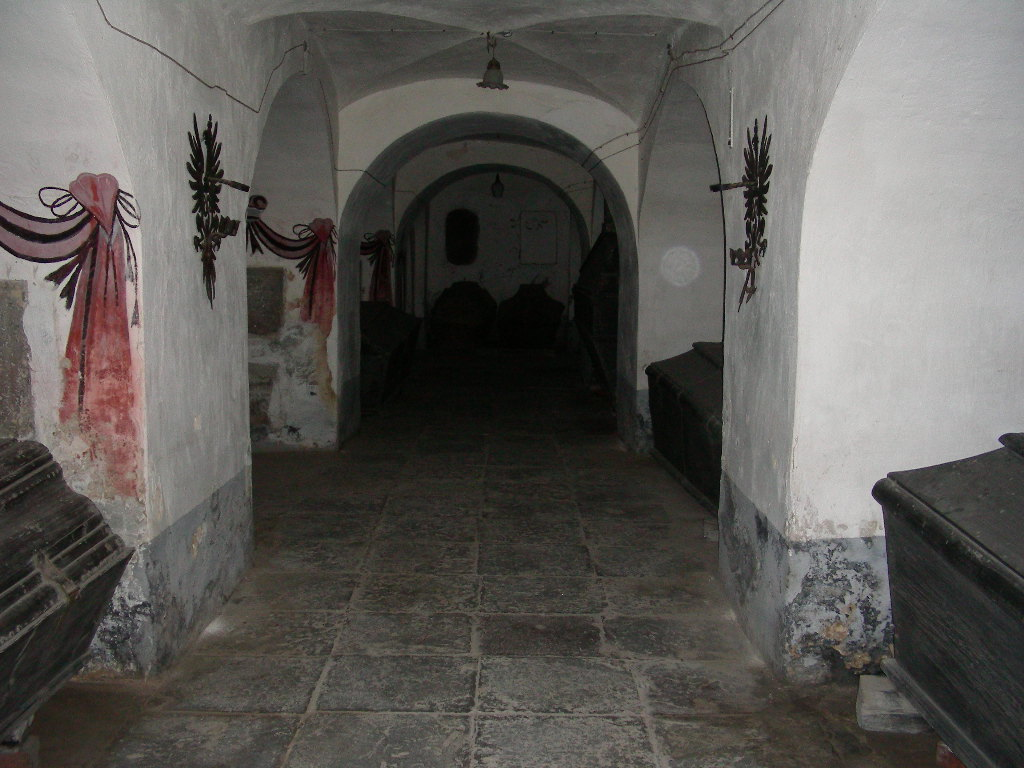
Krypta Radziwiłłów
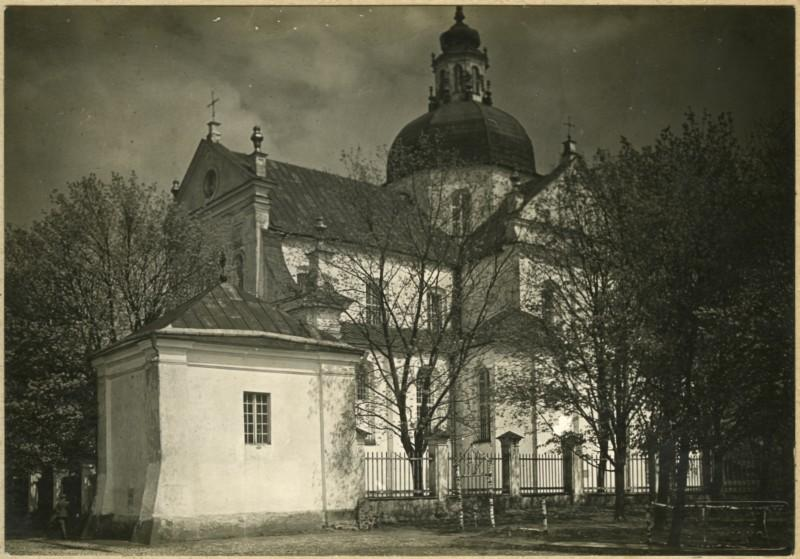
Kościół w przedwojennej Polsce